# Calicotome
Calicotome là một chi thực vật có hoa thuộc họ Fabaceae. Nó thuộc phân họ Faboideae. It may be synonymous with Cytisus.

## Species
Both species of the genus are thorny shrubs.
- Calicotome spinosa
- Calicotome villosa

## Hình ảnh

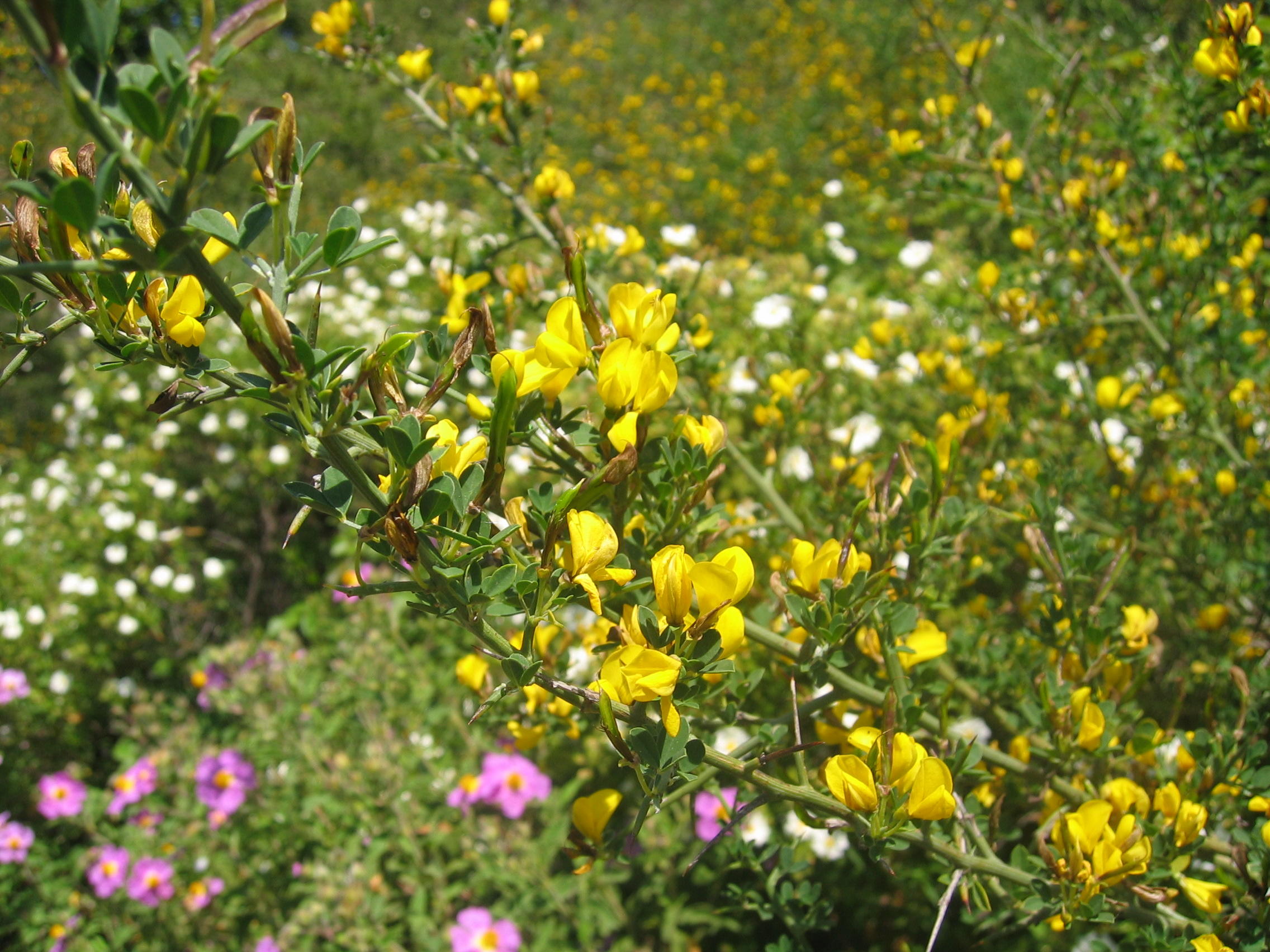
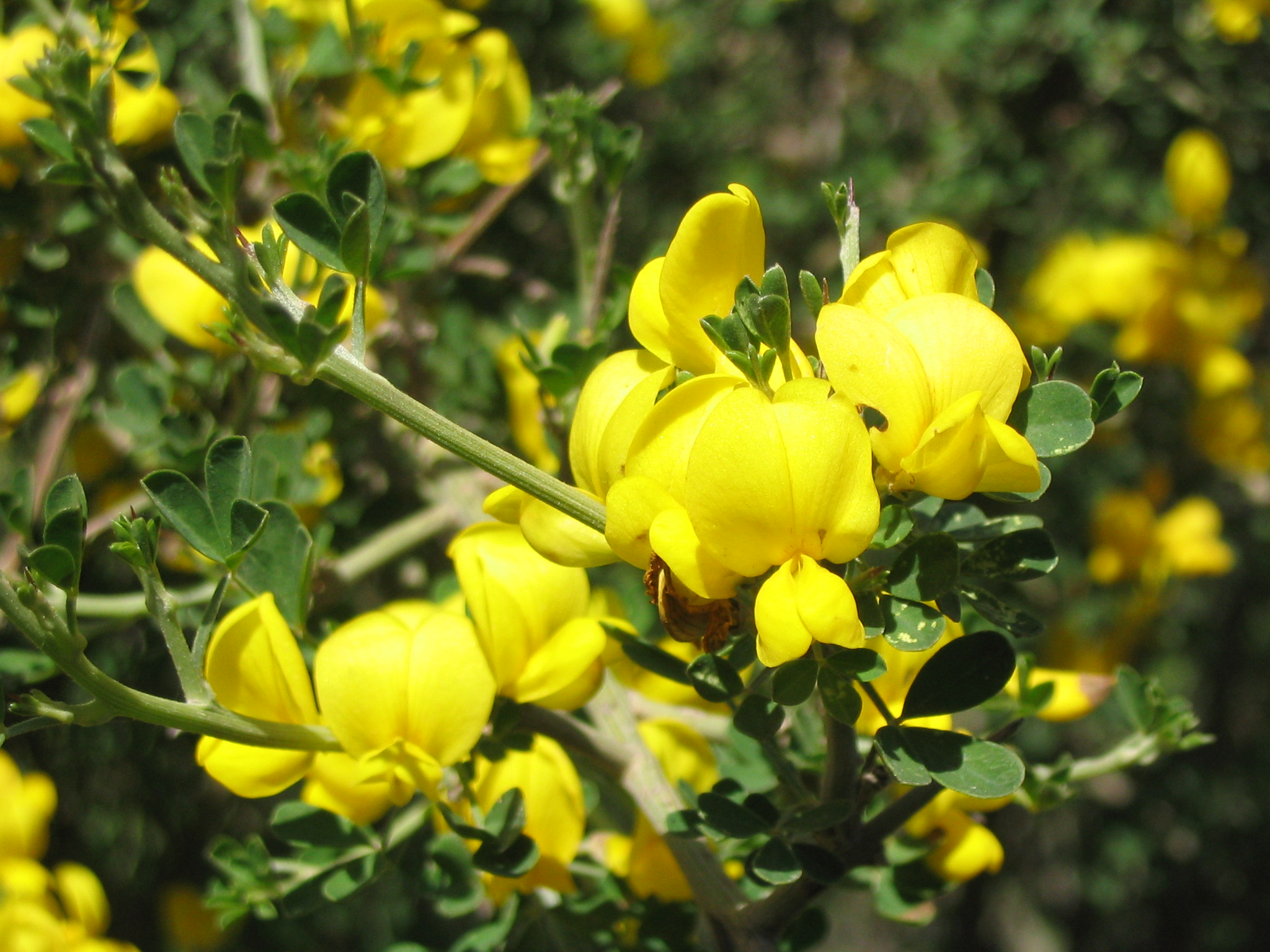
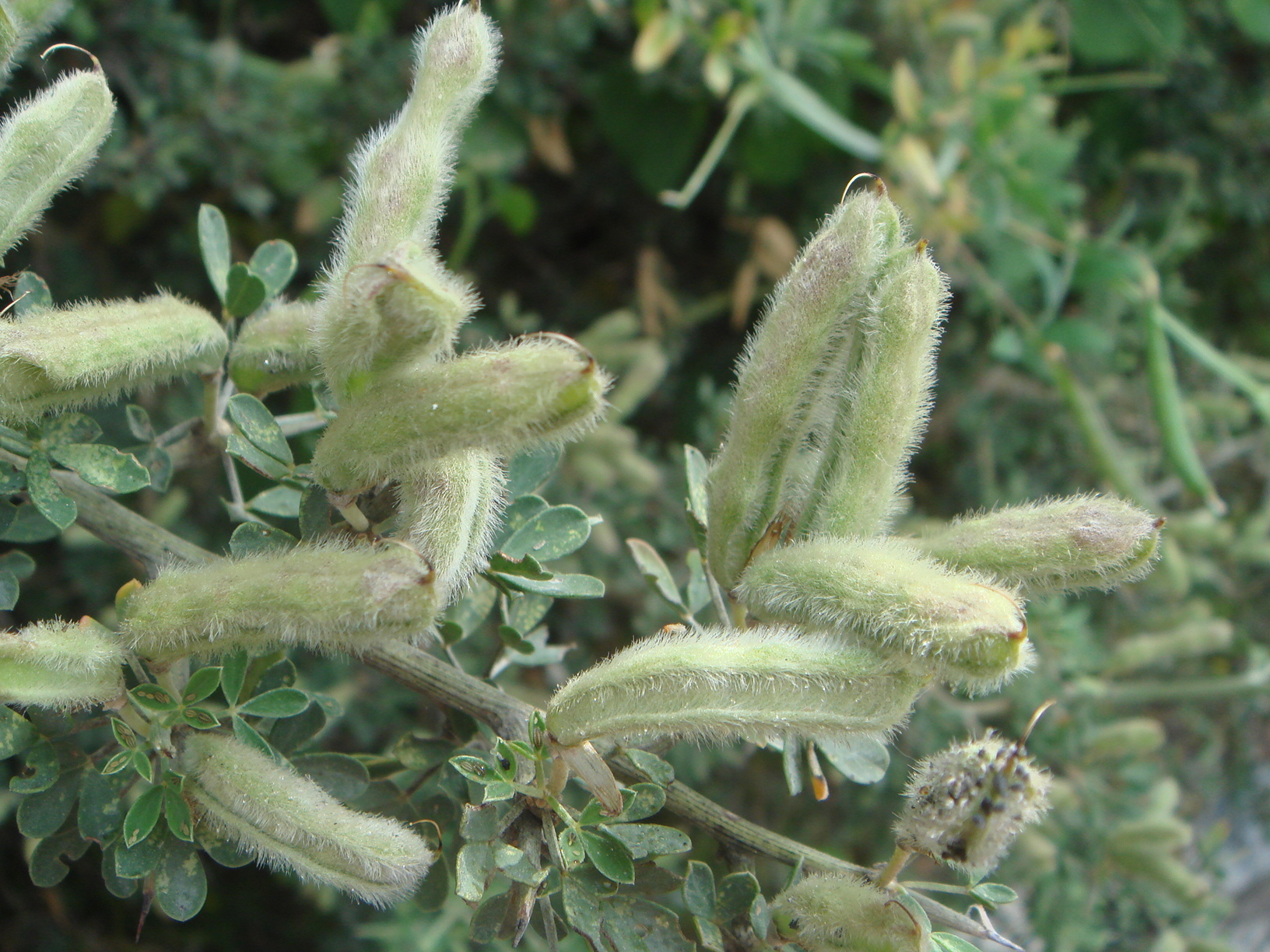
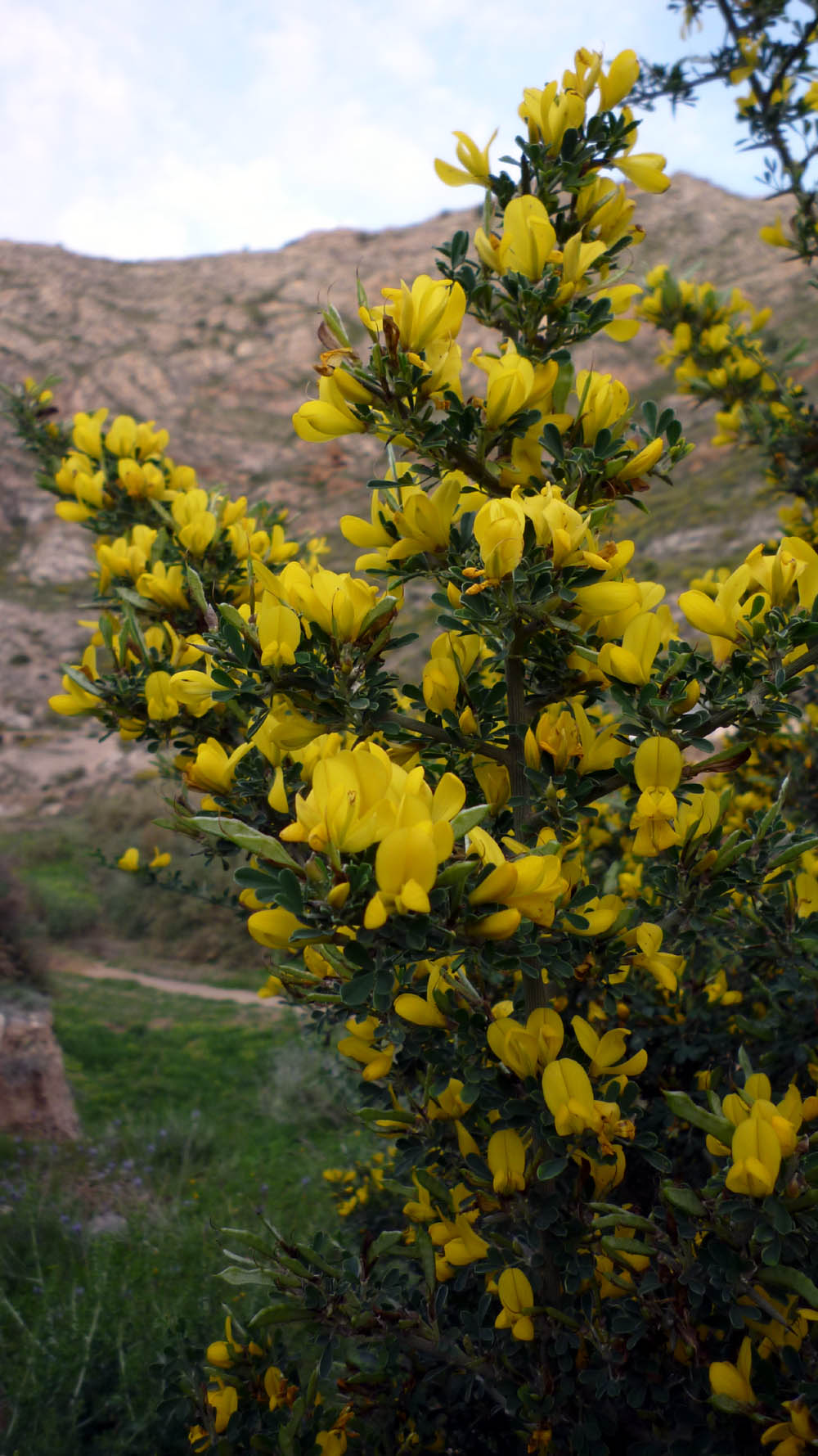